# Ко Джон Ун
Ко Джон Ун (кор. 고정운, нар. 27 червня 1966, Ванджу) — південнокорейський футболіст, що грав на позиції півзахисника.
Виступав, зокрема, за клуби «Чхонан Ільхва Чхонма» та «Пхохан Стілерс», а також національну збірну Південної Кореї.

## Клубна кар'єра
Народився 27 червня 1966 року в місті Ванджу. Займався футболом у команді університету Конкук.
У професійному футболі дебютував 1989 року виступами за команду клубу «Чхонан Ільхва Чхонма», в якій провів сім сезонів, взявши участь у 173 матчах чемпіонату. Більшість часу, проведеного у складі «Чхонан Ільхва Чхонма», був основним гравцем команди.
Протягом 1997—1998 років грав в Японії, де захищав кольори команди клубу «Сересо Осака».
До складу клубу «Пхохан Стілерс» приєднався 1998 року, а у 2001 завершив ігрову кар'єру, відігравши за пхоханську команду 35 матчів в національному чемпіонаті.

## Виступи за збірну
1989 року дебютував в офіційних матчах у складі національної збірної Південної Кореї. Провів у формі головної команди країни 77 матчів, забивши 10 голів.
У складі збірної був учасником чемпіонату світу 1994 року у США, а також кубка Азії з футболу 1996 року в ОАЕ.

## Титули і досягнення
- Бронзовий призер Азійських ігор: 1990